# 伯登海峽
伯登海峽（英語：Burden Passage），是南極洲的海峽，位於葛拉漢地，處於迪維爾島和布蘭斯菲爾島之間，在1947年被繪入地圖，現時由南極條約體系管理。